# AirPlay
AirPlay ("Compartir en el aire") es un protocolo creado por Apple, que permite el intercambio de contenidos (vídeos, música, imágenes) presentes en un iPhone, un iPod o un iPad con un televisor o equipo de música.
AirPlay trabaja con una red Wi-Fi. Los dispositivos emisores de Apple deben tener iTunes, al menos de la versión 10 y un  iOS 4.3 o superior. Con el fin de recibir los datos en un equipo de música, debe ser compatible con AirPlay, en la televisión debe estar equipado, como mínimo, con un módulo de Apple TV de segunda generación. Desde noviembre de 2020, AirPlay ahora trabaja además del Apple TV, en smart TVs TV y en los dispositivos Roku compatibles. 
Si se cumplen estas condiciones, la búsqueda de dispositivos es automática. Aparece el icono de AirPlay, que permite al usuario el acceso a AirPlay haciendo un simple clic .